# Buffalo (Wyoming)
Buffalo é uma cidade localizada no estado norte-americano de Wyoming, no Condado de Johnson.

## Demografia
Segundo o censo norte-americano de 2000, a sua população era de 3900 habitantes. 
Em 2006, foi estimada uma população de 4480, um aumento de 580 (14.9%).

## Geografia
De acordo com o United States Census Bureau tem uma área de 
9,1 km², dos quais 9,1 km² cobertos por terra e 0,0 km² cobertos por água. Buffalo localiza-se a aproximadamente 1416 m acima do nível do mar.

## Localidades na vizinhança
O diagrama seguinte representa as localidades num raio de 68 km ao redor de Buffalo. 